# Gomes Manrique (arcebispo)

Brasão de armas do Arcebispo Gómez Manrique

Gomes Manrique (Gómez Manrique) (Toledo, c. 1310 – 19 de dezembro de 1375) foi arcebispo de Santiago de Compostela (1351—1362) e de Toledo (1362—1375).

## Biografia
Gómez Manrique era filho de Garcí Fernández Manrique e Urraca de Leyva. Em 18 de agosto de 1348, foi nomeado bispo de Tui, e em 8 de junho de 1351 seria arcebispo de Santiago de Compostela.
Com a morte no exílio de Vasco Fernández de Toledo, Gómez Manrique foi nomeado para a sé de Toledo com rapidez incomum, em 2 de maio de 1362. Pagou apenas parcialmente os honorários da sua confirmação à câmara apostólica, deixando descoberta uma parte importante e, decorrido o prazo estipulado, incorreu nas penas de excomunhão, suspensão e interdito, das quais foi absolvido em abril de 1364. O pagamento da totalidade de suas dívidas com a Corte Papal ainda estavam pendentes alguns anos depois.
Dom Gómez Manrique apoiou amplamente o monarca, Pedro I de Castela. Em 1354, na qualidade de arcebispo primaz de Toledo, aceitou o depoimento das testemunhas que afirmaram o casamento do rei com Maria de Padilla, defendeu ardentemente a validade e a legitimidade daquele primeiro casamento que anulou os subsequentes. Mas acabou mudando de ideia e de lado; em 1366, quando eclodiu a guerra civil, evitou que Toledo caísse nas mãos de D. Pedro. Em 1367, no decurso da guerra pelo trono de Castela entre Pedro I e Henrique de Trastâmara, logo após a batalha de Nájera, fugiu de Burgos para o Reino de Aragão na companhia do arcebispo de Saragoça e da mulher e filhos de Henrique.

Com o triunfo de Henrique II de Castela, foi necessário realizar um esforço completo de pacificação em Toledo. Os favores por parte do novo Rei foram numerosos, entre eles a doação no ano de 1369 à Igreja de Toledo de todo o senhorio de Illescas, em agradecimento pelos serviços prestados pelo arcebispo ao Rei. Poucos dias depois, ele doou-lhes a cidade de Talavera em condições semelhantes. Mais tarde, o rei confirmaria os privilégios dos clérigos a pedido do arcebispo, que aparece como chanceler-mor.